# マグナ・マーテル
マグナ・マーテル（ラテン語: Magna Mater、もしくは Magna Mater deorum Idaea）は、ローマ神話の女神である。ラテン語（Magna Mater deorum Idaea）の意味は「イダの、神々の大いなる母」（イダエアはイデーアとも読む）。日本語ではマグナ・マテル、諸神の母などとも呼ぶ。

## 概要
プリュギアのキュベレーが起源である。この女神の祭祀は紀元前6世紀から紀元前4世紀にかけてプリュギアからギリシアに移動した。ローマでは紀元前205年に受容された。
また、ローマ神話のマグナ・マーテルに限らず、大地の神、豊穰の神、出産の神は様々な神話の中に現れる。聖母マリア信仰はキリスト教に大地母神信仰が取り入れられたものだという主張があり、また荼枳尼天がこのカテゴリに属するという人もいる。